# (469) Argentina
(469) Argentina ist ein Asteroid des äußeren Hauptgürtels, der am 20. Februar 1901 vom italienischen Astronomen Luigi Carnera an der Großherzoglichen Bergsternwarte in Heidelberg bei einer Helligkeit von 11,4 mag entdeckt wurde.
Der Asteroid wurde vom Entdecker, der sich zu dieser Zeit in Oncativo, Argentinien, aufhielt, nach dem Land in Südamerika benannt.

## Wissenschaftliche Auswertung
Aus Ergebnissen der IRAS Minor Planet Survey (IMPS) wurden 1992 erstmals Angaben zu Durchmesser und Albedo für zahlreiche Asteroiden abgeleitet, darunter auch (469) Argentina, für die damals Werte von 125,6 km bzw. 0,04 erhalten wurden. Eine Auswertung von Beobachtungen durch das Projekt NEOWISE im nahen Infrarot führte 2011 zu vorläufigen Werten für den Durchmesser und die Albedo im sichtbaren Bereich von 121,6 km bzw. 0,04. Nachdem die Werte 2012 auf 133,7 km bzw. 0,04 korrigiert worden waren, wurden sie 2014 auf 115,2 km bzw. 0,05 geändert. Nach der Reaktivierung von NEOWISE im Jahr 2013 und Registrierung neuer Daten wurden die Werte 2016 angegeben mit 122,6 km bzw. 0,04, diese Angaben beinhalten aber hohe Unsicherheiten.
Eine spektroskopische Untersuchung von 820 Asteroiden zwischen November 1996 und September 2001 am La-Silla-Observatorium in Chile ergab für (469) Argentina eine taxonomische Klassifizierung als X- bzw. Xk-Typ. Eine neu entwickelte Software unter Verwendung künstlicher neuronaler Netze wurde auf Beobachtungsdaten des 2,16-m-Teleskops der Xinglong Station der Nationalen Astronomischen Observatorien der Chinesischen Akademie der Wissenschaften angewendet. Acht Spektren von (469) Argentina, die vom 26. bis 28. Dezember 2006 erhalten wurden, konnten mit hoher Wahrscheinlichkeit taxonomisch dem T-Typ zugeordnet werden, nur ein Spektrum vom 26. Dezember entsprach dem C-Typ.
Der Asteroid wurde vom 28. Januar bis 1. Februar 2002 am Observatorium der Universität der Wissenschaften Szeged in Ungarn photometrisch beobachtet und aus der Lichtkurve eine Rotationsperiode von 12,3 h abgeschätzt. Vom 9. bis 11. März 2002 war der Asteroid auch am Astronomischen Observatorium Yunnan in China beobachtet worden. Da die Lichtkurve eine komplexe Form zeigte, wurden am 10. und 11. August 2004 noch einmal ausführliche Messungen unternommen. Aus den Beobachtungsdaten konnten zwei mögliche Rotationsperioden von 13,00 und 8,63 h abgeleitet werden. Es wurde daraus geschlossen, dass sich (469) Argentina möglicherweise in einer taumelnden Rotation befindet.
Am Palmer Divide Observatory in Colorado wurde der Asteroid vom 9. bis 19. November 2006 erneut beobachtet. Hier wurden keine Anzeichen für ein Taumeln festgestellt und eine Rotationsperiode von 17,573 h bestimmt. Aus Beobachtungen an verschiedenen Observatorien der argentinischen Grupo de Observadores de Rotaciones de Asteroides (GORA) vom 21. April bis 26. Juli 2020 wurde dagegen eine halb so lange Rotationsperiode von 8,79 h abgeleitet.
Aus archivierten Daten des Asteroid Terrestrial-impact Last Alert System (ATLAS) aus dem Zeitraum 2015 bis 2018 konnte in einer Untersuchung von 2022 mit der Methode der konvexen Inversion eine Rotationsperiode von 17,576 h bestimmt werden.
Abschätzungen von Masse und Dichte für den Asteroiden (469) Argentina aufgrund von gravitativen Beeinflussungen auf Testkörper führten in einer Untersuchung von 2012 zu einer Masse von etwa 4,53·1018 kg und mit einem angenommenen Durchmesser von etwa 126 km zu einer Dichte von 4,32 g/cm³ bei keiner Porosität. Die Werte besitzen eine Unsicherheit im Bereich von ±40 %.

## Asteroidenpaar
(469) Argentina bildet mit dem Asteroiden (143) Adria ein quasi-complanares Asteroidenpaar. Sie besitzen teilweise sehr ähnliche Bahnelemente und bewegen sich nahezu in der gleichen Bahnebene, allerdings ist die Bahn von (469) Argentina größer und ihre Apsidenlinien sind etwas gegeneinander verdreht. (143) Adria besitzt eine deutlich kürzere Umlaufzeit um die Sonne als (469) Argentina, so dass sie diese etwa alle 24 bis 26 Jahre überholt. In den 1000 Jahren um die derzeitige Epoche herum kommen sich die beiden Körper aber nicht näher als 6 Mio. km.